# Deutz-Fahr DX

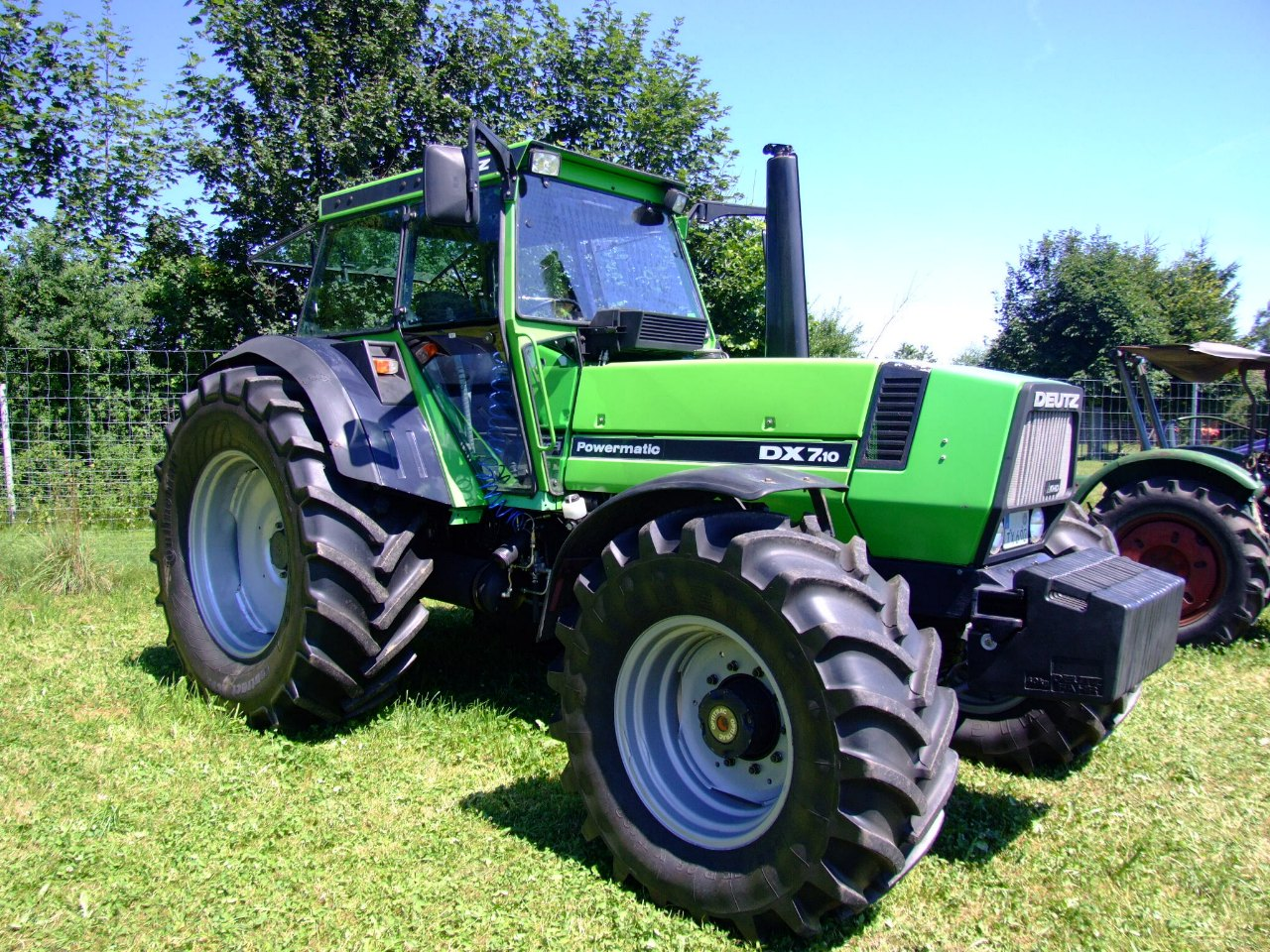
Deutz-Fahr DX 7.10 Powermatic

Deutz-Fahr DX ist eine 1978 vorgestellte Traktoren-Typenreihe von Deutz-Fahr.

## Entwicklung
Die DX-Baureihe war als Nachfolger der Sechszylindermodelle der D-06er-Reihe 1978 vorgestellt worden. Ab 1980 folgten auch einige Vierzylindermodelle. Ab 1980 wurde sie von den Modellen der D-07er-Reihe um Zwei-, Drei- und Vierzylindermodelle nach unten ergänzt.
Die DX-Baureihe war die erste Traktorenbaureihe von Deutz-Fahr, die auch mit Deutz-Fahr-Schriftzug verkauft wurde. Die Vorgängerbaureihe trug, da Deutz das Unternehmen Fahr 1975 übernommen hatte, nur den Schriftzug Deutz. Lackiert war diese Baureihe in Deutzgrün 74, das bereits beim D-06 ab 1974 verwendet wurde.
Das Aussehen war gegenüber der 06-Baureihe auch wesentlich überarbeitet. So besaßen sie eine neue trapezförmige Motorhaube mit einem bei einigen Modellen seitlich geführten Auspuffrohr und der dazu passenden Kabine vom Typ Mastercab, die, von der Kabine des Deutz INTRAC inspiriert, eine gute Rundumsicht erlaubte. Als Motoren kamen ausschließlich luftgekühlte Dieselmotoren von Deutz zum Einsatz, die teilweise auch über einen Turbolader verfügten.
1978 wurden die Modelle DX 85, DX 90, DX 110, DX 140, DX 160 und DX 230 vorgestellt. Zusätzlich dazu gab es mit den Modellen DX 36 V, 50 V und 55 V auch Plantagenschlepper, die gemeinsam mit Agrifull entwickelt wurden. Es folgten 1980 die Modelle DX 80, DX 86, DX 92, DX 120, DX 145 und DX 250. Viele Modelle dieser ersten DX-Baureihe besaßen das neue TW 90er-Getriebe, bei den Modellen ab 200 PS kamen jedoch Getriebe von ZF Friedrichshafen zum Einsatz.
1984 wurden dann alle bisherigen DX-Modelle durch eine neue überarbeitete DX-Reihe abgelöst, deren Nummerierung sich aus einer Ziffer (die meist der Zylinderzahl entsprach) und einer durch einen Punkt abgesetzten zweistelligen Ziffernfolge zusammensetzte.
Die Modelle der DX-Baureihe wurden, nachdem Deutz den Landmaschinenbereich von  Allis-Chalmers übernommen hatte, unter dem Markennamen Deutz-Allis auch in den USA verkauft.
Die Nachfolgebaureihen (AgroStar, AgroPrima und AgroXtra) verwendeten weitgehend dieselben Komponenten wie die DX-Reihe.

## Modelle

### Modelle vor 1984
| Modell | Zylinderzahl | Leistung | Erscheinungsjahr | Bemerkung |
| ------ | ------------ | -------- | ---------------- | --- |
| DX 80  | 4            | 75 PS    | 1982             | |
| DX 85  | 5            | 80 PS    | 1978             | |
| DX 86  | 4            | 82 PS    | 1982             | |
| DX 90  | 5            | 88 PS    | 1978             | |
| DX 92  | 4            | 90 PS    | 1982             | |
| DX 110 | 6            | 100 PS   | 1978             | |
| DX 120 | 6            | 110 PS   | 1980             | |
| DX 140 | 6            | 125 PS   | 1978             | Getriebe von Steyr |
| DX 145 | 6            | 132 PS   | 1980             | Nachfolger des DX 140, aber mit Deutz-Getriebe |
| DX 160 | 6            | 150 PS   | 1978             | Getriebe von Steyr |
| DX 230 | 6            | 200 PS   | 1979             | das gleiche Getriebe wie DX 250 und DX 8.30, das insgesamt 500 Mal von Deutz-Fahr verbaut wurde                                                                                                 |
| DX 250 | 6            | 220 PS   | 1982             | das gleiche Getriebe wie DX 230 und DX 8.30, das insgesamt 500 Mal von Deutz-Fahr verbaut wurde                                                                                                 |
| DX 430 | 6            | 260 PS   | 1981             | gemeinsam mit Schlüter entwickelter Traktor mit vier gleich großen Rädern, offiziell wurde einer gebaut, inoffiziell sind es vier Stück, von denen sich nur noch einer in Deutschland befindet. |

### Modelle ab 1984
Die Zahl vor dem Punkt zeigt in der Regel – bis auf wenige Ausnahmen – die Anzahl der Zylinder an.
| Modell  | Zylinderzahl | Leistung | Erscheinungsjahr                                        | Bemerkung |
| ------- | ------------ | -------- | ------------------------------------------------------- | --- |
| DX 3.10 | 3            | 46 PS    | 1984                                                    | selten mit Allrad, weil es der kleinste dieser Serie ist |
| DX 3.30 | 3            | 54 PS    | 1984                                                    | |
| DX 3.50 | 3            | 60 PS    | 1984                                                    | |
| DX 3.60 | 4            | 65 PS    | 1986                                                    | |
| DX 3.65 | 4            | 70 PS    | 1989                                                    | Nur in Allrad-Ausführung erhältlich |
| DX 3.70 | 4            | 70 PS    | 1985                                                    | |
| DX 3.75 | 4            | 78 PS    | 1993                                                    | |
| DX 3.80 | 4            | 75 PS    | 1985                                                    | |
| DX 3.90 | 4            | 75 PS    | 1985                                                    | |
| DX 4.10 | 4            | 70 PS    | 1984                                                    | |
| DX 4.30 | 4            | 75 PS    | 1983                                                    | |
| DX 4.50 | 4            | 82 PS    | 1983                                                    | meistgebautes Vierzylinder-Modell der DX-Baureihe |
| DX 4.70 | 4            | 90 PS    | 1983                                                    | |
| DX 6.05 | 6            | 98 PS    | 1987                                                    | |
| DX 6.10 | 6            | 100 PS   | 1983                                                    | |
| DX 6.30 | 6            | 115 PS   | 1983                                                    | |
| DX 6.50 | 6            | 137 PS   | 1983                                                    | |
| DX 7.10 | 6            | 160 PS   | Getriebe von Steyr; Nur in Allrad-Ausführung erhältlich | |
| DX 8.30 | 6            | 220 PS   | 1983 bis Bj. 1988                                       | Der Deutz-Fahr DX 8.30 ersetzte im Jahr 1983 das Modell DX 250 und wurde mit seinem 220 PS starken 6-Zylinder-Dieselmotor vom Typ „BF6L 513 FR“ das neue Flaggschiff der Firma. Das Getriebe T6636 von ZF besaß 18 Vorwärts- und 6 Rückwärtsgänge. Es gab ihn in einer 25 km/h schnellen N-Ausführung sowie einer 30 km/h schnellen S-Ausführung. Die Bosch EHR-Hydraulikanlage schaffte eine Hubkraft von 8150 kg. Mit seiner hydrostatischen Lenkung von ZF schaffte er einen Wendekreis von 13,6 Metern. Vom Deutz-Fahr DX 8.30 wurden 148 Stück produziert. |

## Bilder

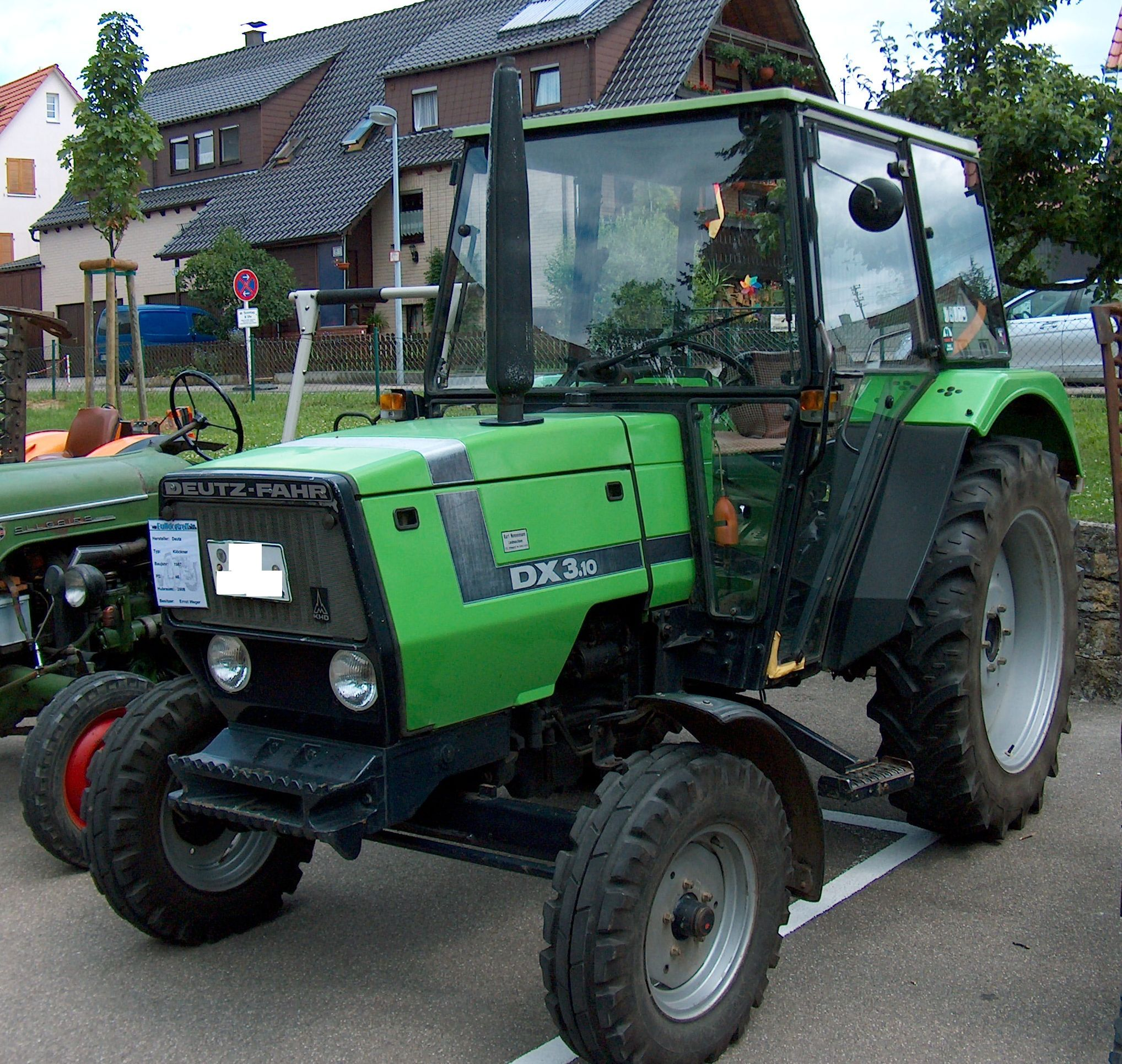
Deutz-Fahr DX 3.10
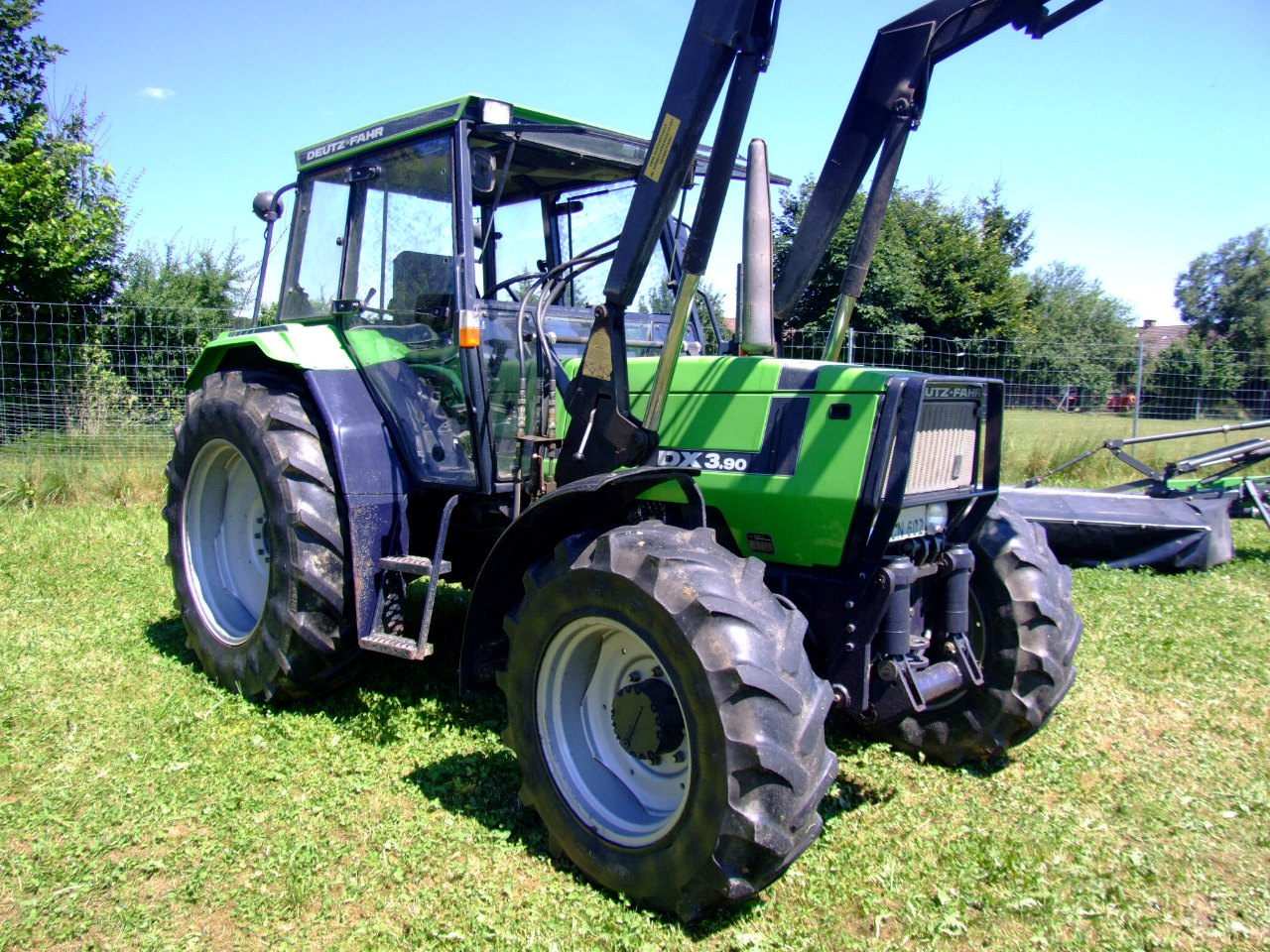
Deutz-Fahr DX 3.90
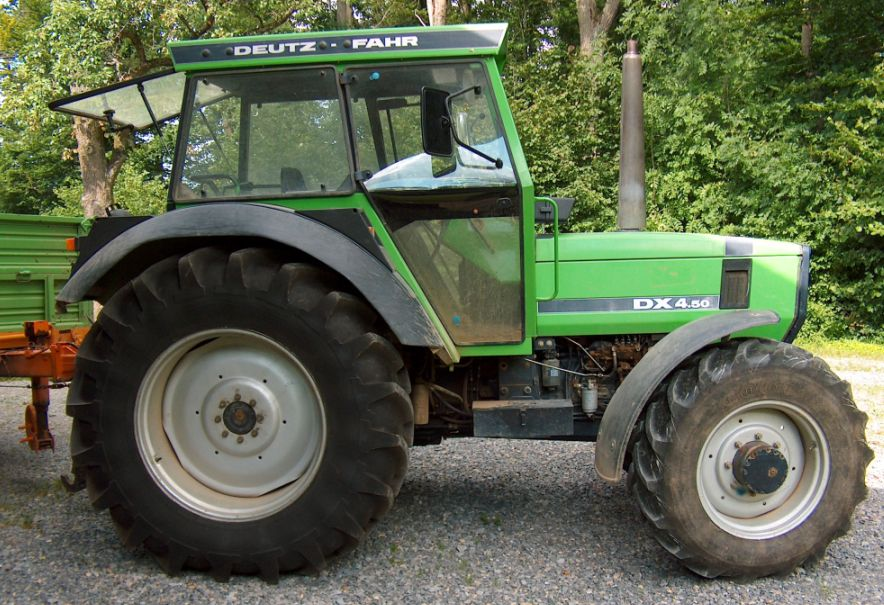
Deutz-Fahr DX 4.50
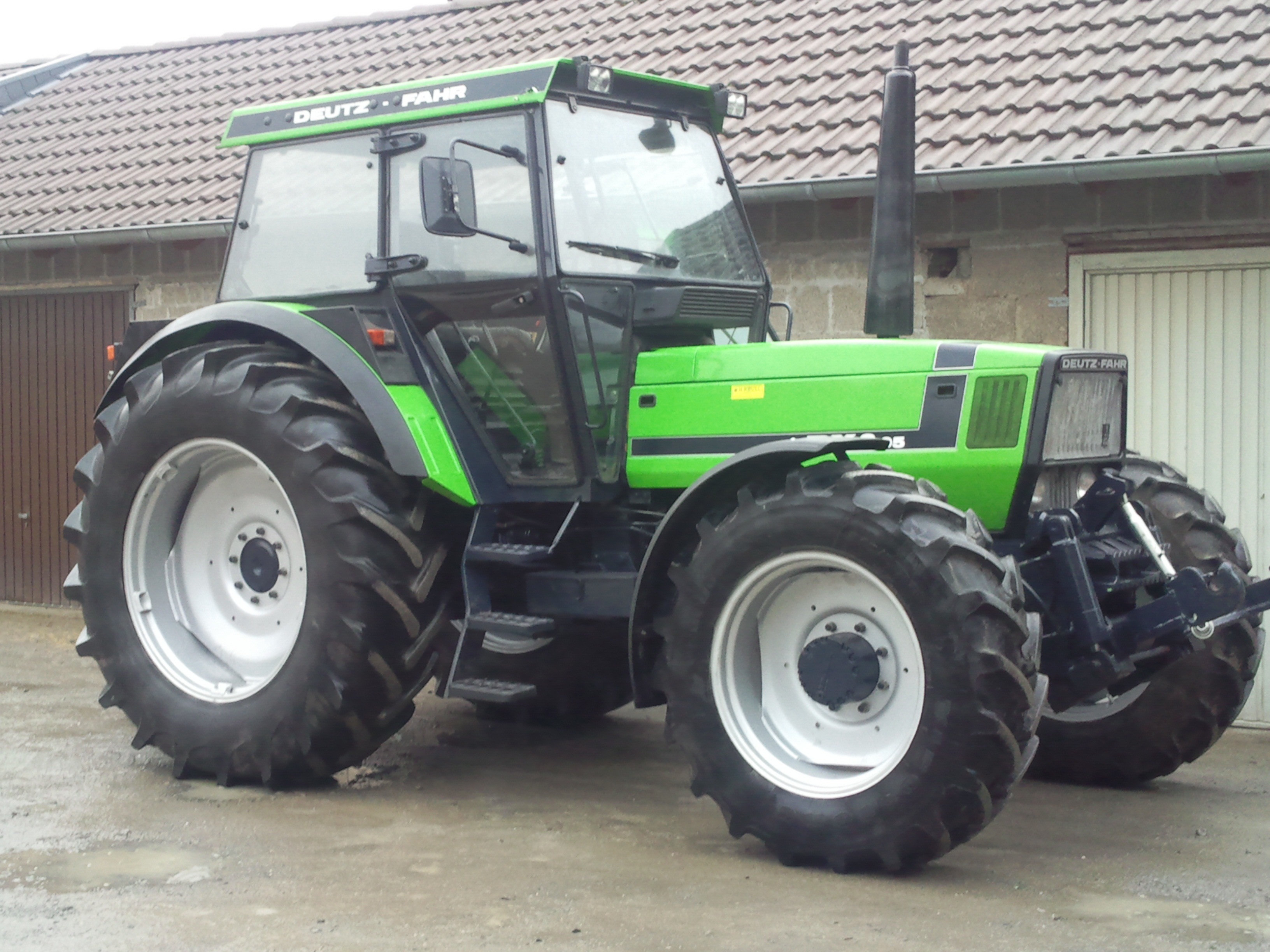
Deutz-Fahr DX 6.05.